# Coleophora parajudaica
Coleophora parajudaica é uma espécie de mariposa do gênero Coleophora pertencente à família Coleophoridae.